# COLORS (Dream5의 EP)
《COLORS》(컬러즈, カラーズ 카라즈[*])는 2016년 2월 24일에 에이벡스 트랙스에서 발매된 Dream5의 세 번째 정규 음반이다.

## 개요
- 신곡 4곡과 2015년 투어의 한정곡 1곡, 싱글에서의 1곡의 총 6곡으로 구성되어 있다.
- ‘CD+DVD반(Music Video반)’과 ‘CD+DVD반(LIVE반)’, ‘CD ONLY반’, ‘이토요카도 이벤트 회장 한정반’의 네 형태가 발매됐다.
- ‘CD+DVD반(Music Video반 · LIVE반)’, ‘CD ONLY반’의 초회한정반에는 봉입특전으로 트레이딩 카드(총 6종)가 랜덤으로 1장이 봉입되어있다.
- ‘COLORS’라는 제목은 ‘풍부한 색채의 노래가 수록된 미니음반’에서 유래됐다.[1]
- 〈futuristic〉는 커버곡을 제외하고는 Dream5 사상 첫 코무로 테츠야 프로듀스의 노래이다.
- 일부 노래는 댄스 담당의 3명도 부르고 있다.

## 수록곡
1. Do you wanna Dance? [3:14]
  - 작사: Mai Watarai / 작곡: Masaki Iehara / 편곡: 히비노 히로후미

신곡. 댄스 튠. 안무는 타마카와 모모나.
2. 컬러풀 튠(カラフルチューン) [3:30]
  - 작사:  TEEDA / 작곡: KENJI03 / 편곡: rui

2015년 투어 한정곡.
3. 보물(宝物) [5:17]
  - 작사: 모리즈키 캬스 / 작곡: 고노헤 치카라 / 편곡: 시미즈 타케히토

신곡. 발라드 곡. 안무는 타카노 아키라.
4. 요괴체조 2번(ようかい体操第二) [5:02]
  - 작사: 럭키 이케다, 타카기 타카시 / 작곡 · 편곡: 키쿠야 토모키

열네 번째 싱글.
5. White Wonder Land [4:38]
  - 작사: Mai Watarai / 작곡: Shinnosuke / 편곡: Shinnosuke

신곡. 미디엄 튠. 안무는 오하라 유노.
6. futuristic [5:00]
  - 작사 · 작곡: 코무로 테츠야 / 편곡: 와타나베 토루

신곡.
7. BOY MEETS GIRL [4:05]
  - 작사 · 작곡: 쿠무로 테츠야 / 편곡: NA.ZU.NA

보너스 트랙. 이토요카도반에만 수록될 예정이였지만, 아이튠즈 스토어 등에서도 음원이 공개됐다.
멤버인 히비 미코토는 과거에 ‘리스펙트 아이돌 트리뷰트!!’(TRF 리스펙트 아이돌들)에서 커버하고 있다.

### DVD(Music Video반)
1. 요괴체조 2번 (Music Video)
2. futuristic (Music Video)
3. futuristic (Making)

### DVD(LIVE반)
《Dream5 6th Anniversary LIVE(2015.11.23@EX THEATER ROPPONGI》
1. OPENING
2. 셰키메키!(シェキメキ!)
3. We are Dreamer
4. 학원천국(学園天国)
5. 흑백 가리지 않는 사랑도 있어(白黒つけない恋もある
6. 반짝반짝 Every day(キラキラ Every day)
7. 일요일(にちようび)
8. 요괴체조 2번(ようかい体操第二)
9. 요괴체조 1번(ようかい体操第一)
10. Dance Track
11. Go my way!
12. COME ON!
13. READY GO!!
14. 스타트 라인(スタートライン)
15. BOY MEETS GIRL
16. EZ DO DANCE
17. CRAZY GONNA CRAZY
18. 컬러풀 튠(カラフルチューン)(ENCORE)
19. 도레미파소라이로(ドレミファソライロ)(ENCORE)
20. 우리들의 여름!!(僕らのナツ!!)(ENCORE)